# هارکر هایتس
هارکر هایتس، تگزاس(به انگلیسی: Harker Heights, Texas) شهری در ایالت تگزاس از ایالات جنوبی ایالات متحده آمریکا است. در سرشماری سال ۲۰۰۰، جمعیت این شهر ۲۰۰۰۰ نفر اعلام شد.